# Árkossy Sándor
Dr. Árkossy Sándor (Bunyaszekszárd, 1915. március 10. – Eger, 2012. augusztus 25.) a filozófia doktora, középiskolai tanár.

## Életútja, munkássága
1915. március 10-én született az 1866-ban alapított, ma már nem létező bánsági faluban, Bunyaszekszárdon állami tanítók gyermekeként. Általános iskoláit a Krassó-Szörény vármegyei Bodófalván, gimnáziumi tanulmányait a nagyenyedi Bethlen Gábor Kollégiumban végezte, majd a kolozsvári Református Kollégiumban érettségizett 1935-ben. 
1935–1939 között az I. Ferdinánd Király Tudományegyetemen képezte magát, ahol tanári szakképesítést szerzett földrajz–történelem szakon „magna cum laude” eredménnyel. 1940–1942 között disszertációs továbbképzésen vett részt, és a Magyar Királyi Ferenc József Tudományegyetemen megszerezte filozófiai doktorátusát. Két esztendőn keresztül a jogi fakultás hallgatója is volt, majd katonai szolgálatot teljesített. 
Onnan hazatérve 1946-tól a kolozsvári Református Kollégium tanára és gazdasági felügyelője, 1948-tól a 2. számú Magyar Fiúlíceum névre átkeresztelt intézmény igazgatója egészen 1952-ig, amikor áthelyezték az egykori unitáriusok iskolájába, a Brassai Sámuel Líceumba. Itt oktatott nyugdíjazásáig, 1977-ig. 
1953 és 1956 között a kalotaszegi Sztánán az általa létrehozott diáktábor irányítója volt, majd az 1957 és 1961 közti időszakban Kolozsvár város Tanügyi Osztályának tengerparti üdültető táborát szervezte meg és irányította évről évre. Közel harminc esztendőn át volt vezetője a Babeș–Bolyai Tudományegyetem földrajz szakos gyakornok hallgatóinak, valamint másfél évtizeden keresztül a tanárok nyári továbbképző tanfolyamának és módszertani közösségének. Ezzel egy időben a Brassai Sámuel Líceum osztályvezetői közösségének irányítója is. 
1987-ben családjával Magyarországra költözött, ahol még további öt éven át kamatoztatta gazdag nevelői tapasztalatait az Egri Gyermekváros megbecsült pedagógusaként.

## Pályafutása
Korának elismerten legnépszerűbb kolozsvári nevelői közé tartozott. Noha mindig orvos szeretett volna lenni, végül a sors sugallatára a tanári hivatást választotta, így a szellem orvoslásával töltötte el az értékes évtizedeket. A National Geographic Society közbenjárására három hónapos tanulmányúton vett részt 1968-ban az Amerikai Egyesült Államokban, 1970-ben és 1974-ben pedig Nyugat-Németországban tett szakmai utazást. 
Nevelői tapasztalatait a helyi sajtóban, így az Igazság, a Dolgozó Nő és a Tanügyi Újság oldalain osztotta meg olvasóival. Mintegy tizenöt középiskolai tankönyv írásában, szerkesztésében és fordításában vett részt, a Földrajzi szakszótár társszerzője volt. Diákoktól valósággal körülrajongott életútja során mindig különös jelentőséget tulajdonított a kölcsönös tiszteletnek, a nyílt tanár-diák kapcsolatnak, az iskola falai közötti nevelői órák pótolhatatlan jelentőségének. Legendásak voltak osztályfőnöki órái, amelyekre meghívta az erdélyi magyar szellemi élet kiválóságait. Fiatal szívvel iskolaújságot szerkesztett, hogy a tehetséges ifjú tollforgatóknak publikálási lehetőséget teremtsen.
Közismerten pontos és naprakész nyilvántartásaiban feljegyezte, hogy a katedrán eltöltött 44 év alatt mintegy 22 000 tanítványa vette körül, 360 diáknak volt időközben osztályfőnöke és hozzávetőlegesen 38 000-szer lépett katedrára. Mint földrajz és történelem szakos tanár, aki a csillagászattanba is beavatta diákjait, félszáz kirándulást szervezett hallgatóinak Erdélyben, az ország más területein, valamint külföldön. Különösen népszerűek voltak hagyományápoló műsorokkal példásan megszervezett és levezetett ballagási ünnepségei a 425 éve működő kolozsvári Brassai Sámuel Líceumban, amely mindenkor nagy számban vonzotta az évzáró ünnepség iránti érdeklődőket.
Tanítványai rajongással beszéltek róla, mind a kolozsváriak mind a más kontinensekre elvetődöttek, akik gyakran föl-föl keresték őt, hogy új erőt merítsenek a vele való találkozás és az emlékezés élményéből. A Magyar Katolikus Rádió és az Egri Televízió nem egy esetben készített interjút személyével.
Egykori tanítványa – immár egri véndiák – így emlékezett rá:
"Árkossy Sanyi bácsi volt az akkori esztendőkben a kolozsvári tanárok szellemi Aranycsapatának Puskás Öcsije..."

Árkossy Sándor – Ex Libris (Árkossy István munkája)